# الركيبات أولاد منصور (سيدي عيسى)
الركيبات أولاد منصور هي إحدى مشيخات المملكة المغربية، تتبع جغرافيا لإقليم آسفي وإداريًا لسيدي عيسى. يقدر عدد سكانها بـ 1141 نسمة حسب الإحصاء الرسمي للسكان والسكنى لسنة 2004.